# Taube
Taube (niem. gołąb) – rodzina austriackich i niemieckich samolotów szkolnych i rozpoznawczych, popularnych przed I wojną światową, budowanych przez różnych producentów, wywodząca się od austriackiego samolotu Etrich Taube konstrukcji Igo Etricha. Znane są także jako Rumpler Taube, od nazwy głównego niemieckiego producenta.

## Powstanie konstrukcji
Pomysłodawcą i konstruktorem samolotu Taube był austriacki wynalazca i przedsiębiorca Igo Etrich. Zainspirowany pracą niemieckiego profesora Friedricha Ahlborna z 1897 roku o nasionach rośliny Zanonia macrocarpa, mogących szybować na dalekich dystansach, postanowił zbudować samolot o skrzydłach zainspirowanych kształtem tych nasion. Stając się jednym z pionierów lotnictwa, Etrich ze współpracownikami prowadził prace od 1900 roku, początkowo budując modele szybowców, następnie szybowce, korzystając przy tym z prac Otto Lilienthala. Pracował pod Trutnovem w obecnych Czechach, a od 1908 roku – w Wiedniu. W 1909 zbudował pierwszy samolot Etrich I Sterling, który wykonywał krótkie skoki, lecz nie był udany.
10 kwietnia 1910 został oblatany większy samolot Etrich II Taube, który okazał się sukcesem. Był to jednopłatowy jednosilnikowy dwumiejscowy górnopłat, wyróżniający się skrzydłami i usterzeniem poziomym o charakterystycznym kształcie, przypominającym ptaka w locie. Płatowiec był usztywniany za pomocą licznych drutów i zewnętrznego dźwigara pod skrzydłami, a funkcje lotek i sterów pełniły wyginane końcówki skrzydeł i usterzenia (z bambusowym szkieletem). Większość samolotów typu Taube miało rozpiętość skrzydeł 13,5–14,5 m. Stosowano różne silniki, przeważnie rzędowe ze stojącymi cylindrami, o mocy od 50 do 100 KM, rzadziej 120 KM.
Taube od razu wykazał swoje zalety, przede wszystkim duże bezpieczeństwo lotu z powodu wielkiej stabilności i tendencji do samowyrównywania lotu. Opanowanie jego pilotażu było bardzo proste i, jak wynikało z reklam, dostępne dla każdego. O własnościach samolotu świadczy, że zarejestrowano co najmniej dwa przypadki, kiedy samolot sam wystartował z pracującym silnikiem, po czym wylądował po wyczerpaniu się paliwa. Jego zaletą było także, że był on stosunkowo mało skomplikowany i tani w produkcji. Wkrótce Taube uzyskał liczne rekordy odległości, wysokości i czasu lotu w Austro-Węgrzech.

## Produkcja w Austro-Węgrzech
Jeszcze w 1909 roku Etrich opatentował kształt skrzydeł Taube w większości krajów europejskich i Stanach Zjednoczonych. Jednakże odmówiono mu opatentowania go w Niemczech z uwagi na wcześniejsze opublikowanie prac o nasionach Zanonia macrocarpa. W Austrii na licencji Etricha samoloty te produkowało przedsiębiorstwo MLG (Motor-Luftfahrzeug-Gesellschaft) z Wiednia, dla którego płatowce wykonywał Lohner. Oryginalny austriacki Etrich Taube odniósł jednak umiarkowany sukces rynkowy – pewną liczbę dostarczono lotnictwu Austro-Węgier, sprzedawano je też za granicę, głównie do Rosji, Chin, Włoch i Wielkiej Brytanii. Oprócz przedsiębiorstw MLG i Rumpler (o czym niżej), licencji na wytwarzanie Taube udzielono dwóm przedsiębiorstwom francuskim, które jednak nie odniosły sukcesów komercyjnych.

## Produkcja w Niemczech

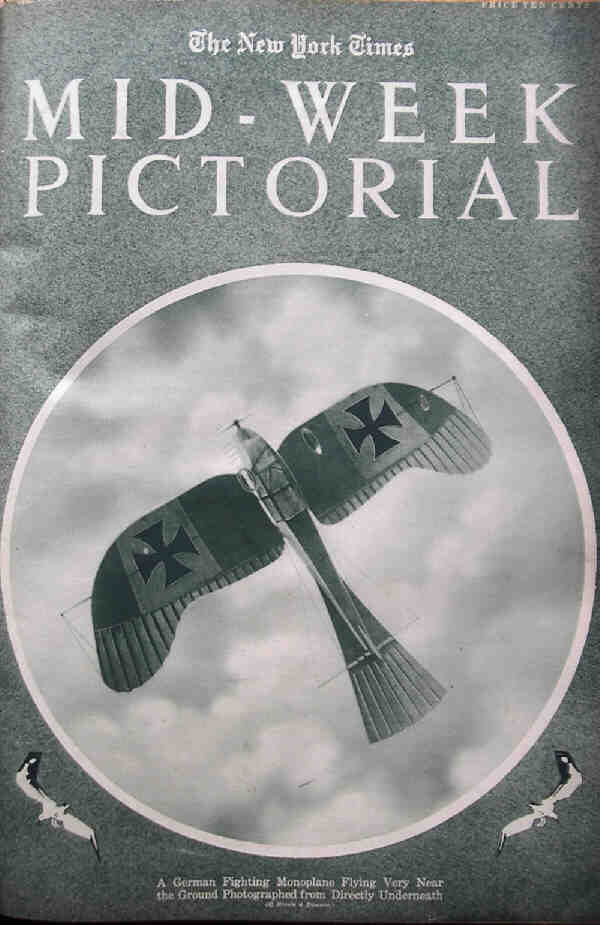
Samolot typu Taube niemieckiego lotnictwa – widok od dołu

Inaczej potoczyła się kariera Taube w Niemczech, gdzie samolot ten zyskał przed I wojną światową ogromną popularność, tak na rynku cywilnym, jak i w wojsku. Już w lipcu 1910 roku wyłączną pięcioletnią licencję do produkcji na Niemcy otrzymało przedsiębiorstwo Rumpler. W październiku tego roku Etrich Taube wzbudził sensację na pokazach w Berlinie, a następnie liczne rekordowe loty odbył na nim inżynier Hellmuth Hirth, po zaledwie czterodniowym szkoleniu. Przedsiębiorstwo Rumpler zaczęło produkować samoloty Etrich-Rumpler Taube m.in. na zlecenie lotnictwa niemieckiego. We wrześniu 1911 jednak niemiecki sąd patentowy odmówił uznania patentu Etricha na kształt skrzydeł i w efekcie większość niemieckich wytwórni lotniczych zaczęła oferować swoje własne bezlicencyjne kopie Taube, włącznie z małymi, powstałymi specjalnie w tym celu producentami. Wobec tego, także Rumpler odmówił płacenia za licencję i zaczął promować samolot pod nazwą Rumpler Taube, która stała się nawet powszechniejsza i bardziej utożsamiana z tym samolotem, niż Etrich Taube (doprowadziło to do długoletnich sporów sądowych Etricha z Rumplerem). Doszło także do tego, że Etrich groził konfiskowaniem „nielegalnych” kopii jego samolotu poza granicami Niemiec, co ograniczyło uczestnictwo latających na nich niemieckich pilotów w zawodach międzynarodowych w tym okresie.
W obliczu niemieckiej konkurencji, Etrich sam założył 28 lutego 1912 wytwórnię Etrich-Flieger-Werke w Liebau w Niemczech (obecnie Lubawka w Polsce), aby móc dostarczać samoloty dla lotnictwa niemieckiego, jednakże nie osiągnął sukcesu i zbudował tam jedynie 12-15 samolotów. W szczególności, nie otrzymywał zamówień lotnictwa niemieckiego, które dostawali inni uznani producenci, a jedynie dwa samoloty kupiło odrębne organizacyjnie lotnictwo Bawarii.

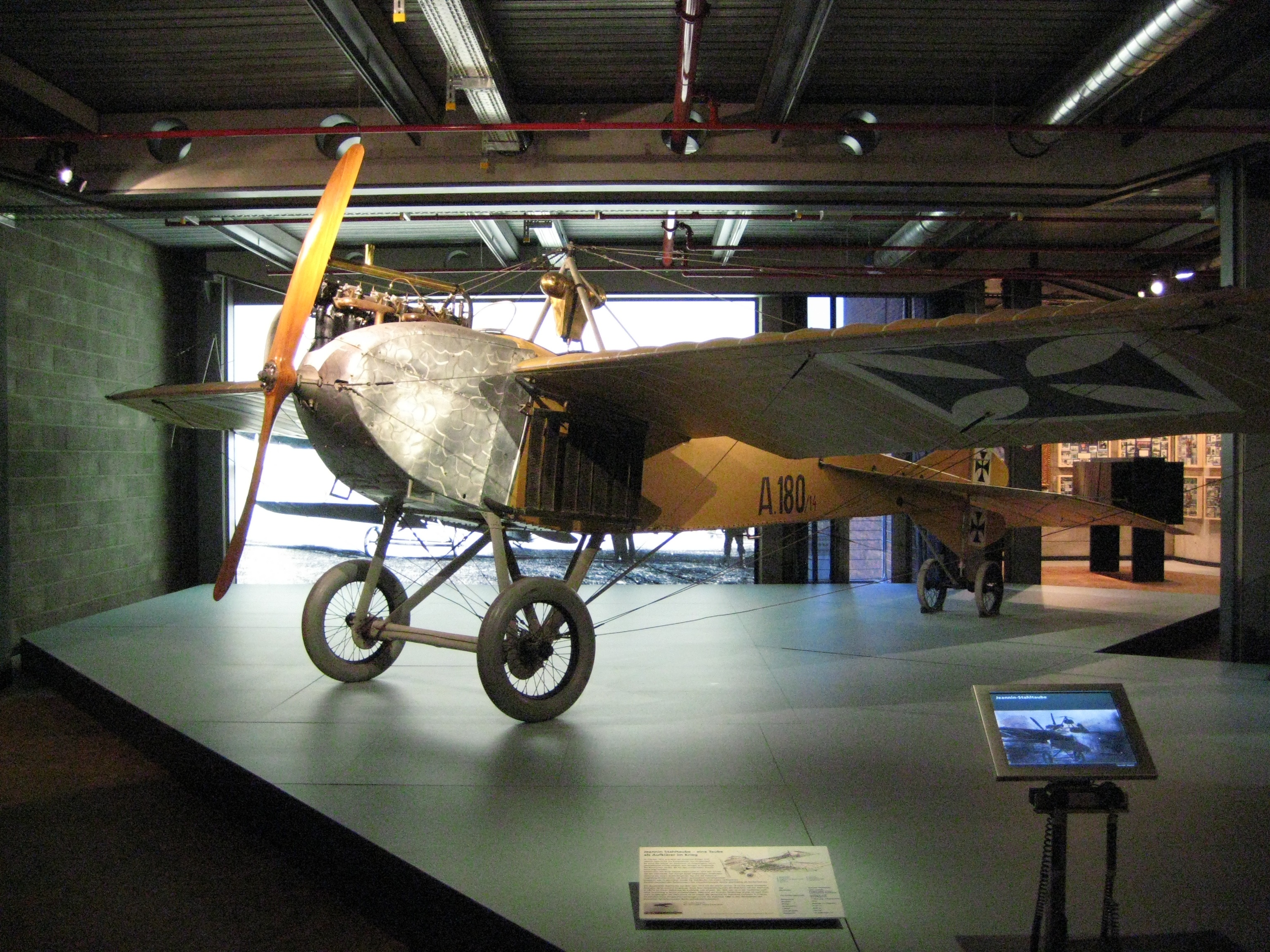
Jeannin Stahltaube w muzeum z Berlinie (przekazany z Muzeum Lotnictwa Polskiego w Krakowie)

W miarę rozwoju lotnictwa, zwłaszcza samolotów dwupłatowych, w latach 1913–1914 Taube stały się już przestarzałe, zwłaszcza że większość oferowanych samolotów nie odbiegała znacząco od pierwowzoru z 1909 roku. Nieco większemu rozwojowi podlegały samoloty produkowane przez wytwórnie Gotha, Rumpler i Jeannin, lecz ich osiągi również nie były znacząco lepsze. Późniejsze wersje samolotów wprowadziły m.in. bardziej skuteczne klasyczne powierzchnie sterowe. Samoloty produkcji Jeannin, Deutsche Flugzeug-Werke (DFW) i Roland miały stalową konstrukcję kadłuba (tzw. Stahltaube – stalowy gołąb). W odróżnieniu od większości samolotów, napędzanych 4- lub 6-cylindrowymi silnikami rzędowymi, samoloty produkcji Caspar i niektóre wersje Gotha napędzane były silnikiem rotacyjnym 100 KM.
Głównymi niemieckimi producentami samolotów Taube były przedsiębiorstwa Rumpler (samoloty Rumpler Taube), Jeannin (Jeannin Stahltaube), Gothaer Waggonfabrik (Gotha LE.1, LE.2, LE.3, LE.4), Albatros Flugzeugwerke. Ponadto produkowały je m.in. przedsiębiorstwa: Aviatik, Caspar (na bazie Gotha), DFW (wersja Stahltaube), Euler Werke, Goedecker, Halberstadt, Kondor Flugzeugwerke, Rahtjen (późniejsza Germania), RFG (Reise- und Industrieflug), LFG Roland (Roland Stahltaube) – chociaż produkcja niektórych z tych przedsiębiorstw ograniczała się do kilku sztuk.

## Użycie wojskowe
Samolotów Taube używało najpierw lotnictwo Austro-Węgier, do celów szkolnych i rozpoznawczych. Ostatnie zakupiono w 1912, kiedy to ten typ przeznaczono jedynie do szkolenia. Niewielka ilość znalazła się w lotnictwie Włoch – to z tego samolotu wykonano po raz pierwszy w historii bombardowanie z powietrza, podczas wojny włosko-tureckiej, 1 listopada 1911 (lekkimi rzucanymi ręcznie bombami 2 kg).
Głównym użytkownikiem było niemieckie lotnictwo wojskowe, które zamówiło pierwsze 5 samolotów w październiku 1910. Używano ich do szkolenia i jako maszyny rozpoznawcze, jednak jeszcze przed I wojną światową stało się jasne, że do celów rozpoznawczych należy je zastąpić przez samoloty dysponujące lepszymi charakterystykami. Odwrotną stroną głównej zalety samolotów typu Taube, czyli stabilności lotu, były jednak ich wady z punktu zastosowania militarnego, przede wszystkim słaba manewrowość. Ponadto miały one słabą widoczność ziemi z kabiny pilota, niewielką prędkość wznoszenia i wymagały stosunkowo długich lotnisk. Z powodu łatwości latania na Taube, piloci wymagali dodatkowego szkolenia przy przejściu na nowsze samoloty dwupłatowe. Ponadto w 1913, kiedy zaczęto dokonywać pomiarów wytrzymałości konstrukcji samolotów w Niemczech, okazało się, że mają one słabą wytrzymałość. Liczne niemieckie samoloty Taube zostały wycofane z uwagi na zużycie jeszcze przed wojną, a ostatnie niemieckie lotnictwo zamówiło w 1914. Oznaczane były w niemieckim lotnictwie jako samoloty klasy A (nieuzbrojone, jednopłatowe). Mimo wad, z uwagi na braki sprzętu, Taube były używane do zadań rozpoznawczych i bombardowania w początkowym okresie wojny. Między innymi, wraz z innymi samolotami, dostarczały informacji o nieprzyjacielu przed bitwami nad Marną i pod Tannenbergiem. 4 listopada 1914 samolot Gotha LE.2 po raz pierwszy zbombardował terytorium Wielkiej Brytanii (Dover).
Niemieckie lotnictwo wojskowe (Fliegertruppen) – nie licząc lotnictwa marynarki i lotnictwa bawarskiego, zakupiło przynajmniej 134 samoloty Taube produkcji Rumpler, 113 Jeannin, 90 Gotha, 37 Albatros, 12 Halberstadt, 8 DFW, 6 Caspar, 3 Euler, 2 Aviatik, 1 LFG Roland, 1 Goedecker i 62 niesprecyzowanych typów (w większości Rumpler, Albatros i Jeannin). Używano też samolotów innych producentów, częściowo zarekwirowanych po wybuchu wojny, m.in. co najmniej 6 Kondor, 1 Etrich i Rahtjen. Samoloty Rumpler Taube zniknęły z wyposażenia jednostek frontowych do grudnia 1914, Halberstadt i Jeannin do sierpnia 1915, jedynie ostatni egzemplarz Gotha dotrwał do końca czerwca 1916. Ogółem na froncie najwięcej samolotów typu Taube – 46, było w grudniu 1914.

## Konstrukcja

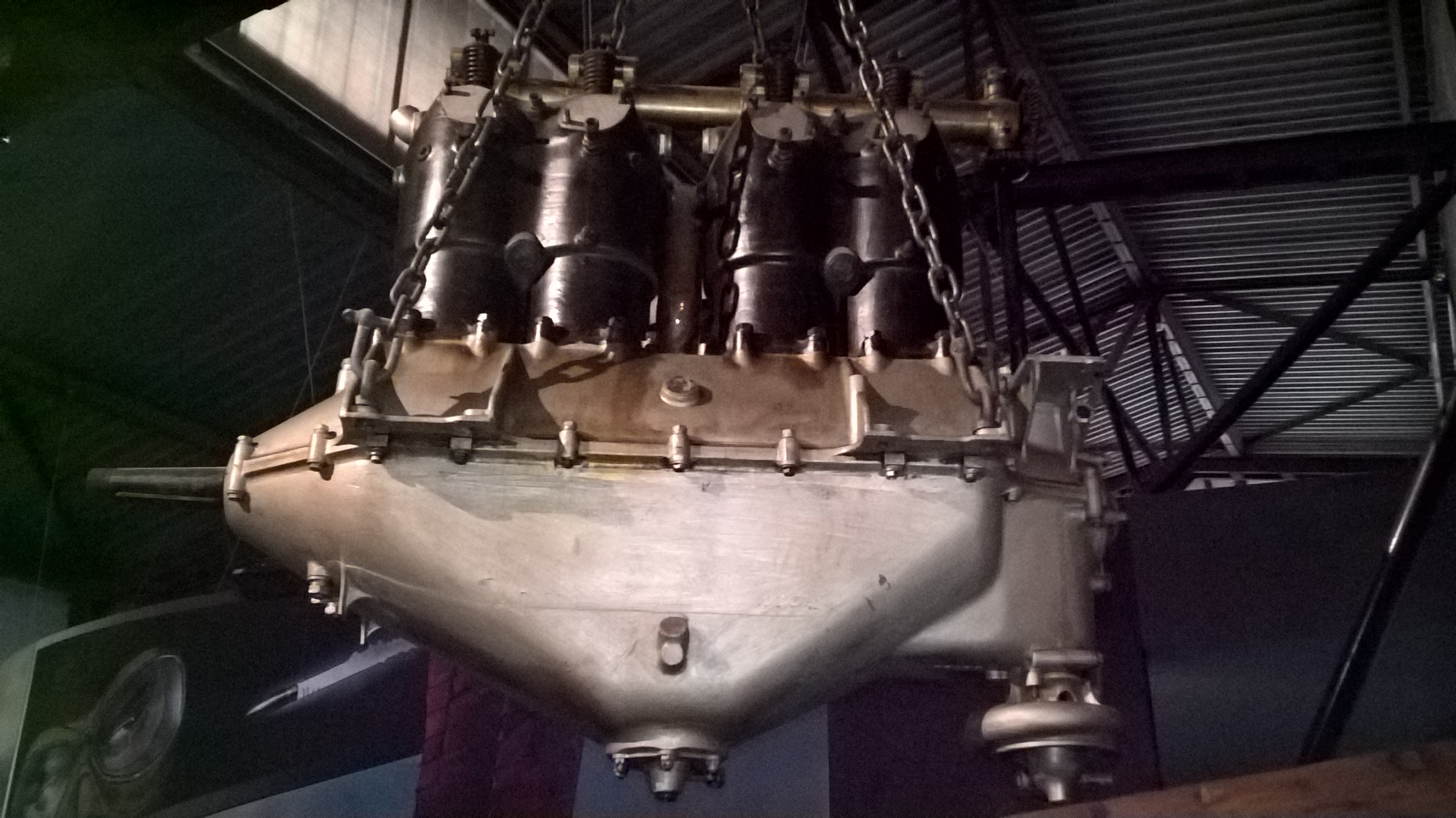
Silnik Mercedes E 4F eksponowany w MLP w Krakowie

Samoloty Taube były dwumiejscowymi jednosilnikowymi górnopłatami o konstrukcji drewnianej (w przypadku niektórych producentów konstrukcji mieszanej, z kadłubem zbudowanym na bazie stalowej kratownicy). Pokrycie stanowiło płótno, a w części silnikowej – blacha aluminiowa (część producentów stosowała kadłub pokryty sklejką). Skrzydło o bardzo cienkim profilu (2%) miało dwa dźwigary wewnętrzne oraz – w większości typów – podtrzymujący dźwigar zewnętrzny ze wspornikami pod skrzydłem. Sterowanie odbywało się za pomocą odginania elastycznych końcówek skrzydeł i usterzenia za pomocą cięgien stalowych. Cały płatowiec usztywniony był gęstym i skomplikowanym systemem drutów stalowych. Podwozie stałe, klasyczne, z dwoma kołami typu rowerowego i płozą ogonową, amortyzowane skomplikowanym systemem wahaczy i sznurów gumowych (niektórzy producenci upraszczali podwozie). Napęd stanowił najczęściej 6-cylindrowy silnik rzędowy ze stojącymi cylindrami Mercedes o mocy 100 KM (73 kW). Chłodnice umieszczone były po bokach kadłuba. Stosowano też inne silniki rzędowe, o mocach od 50 KM, sporadycznie do 120 KM.